# Èster

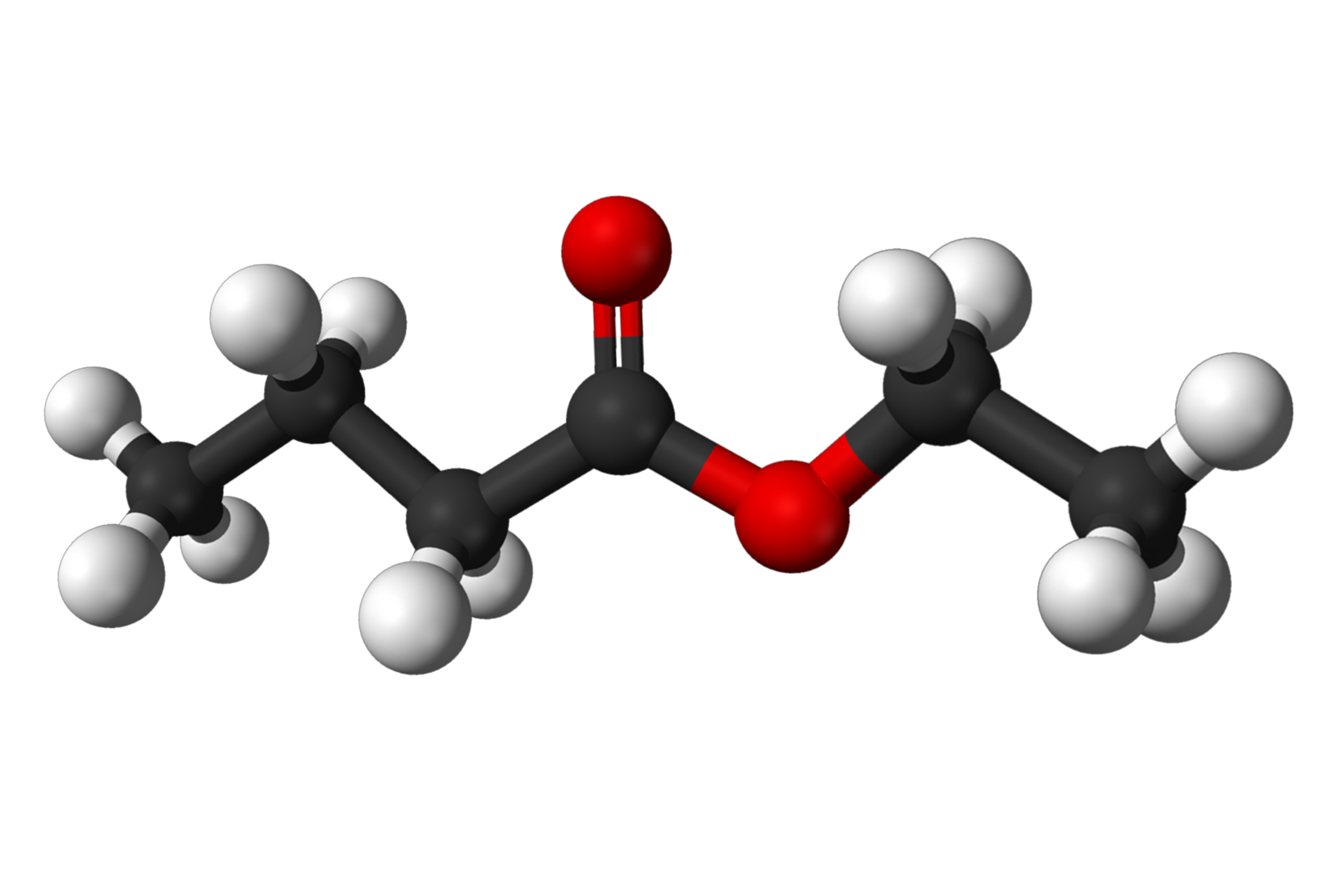
Butanoat d'etil.

Un èster és un compost orgànic caracteritzat per tenir un grup alquil o aril que substitueix l'hidrogen enllaçat a l'oxigen a un àcid carboxílic o a un oxoàcid. Es poden representar com {\displaystyle {\ce {R^1-COO-R^2}}}, essent {\displaystyle {\ce {R^1-COO -}}} la part que prové de l'àcid i {\displaystyle {\ce {R^2}}} el grup alquil o aril. En el cas d'èsters d'oxoàcids (nítric, sulfúric, fosfòric), el grup alquil {\displaystyle {\ce {R^2}}} substitueix un hidrogen ({\displaystyle {\ce {R^2 ONO2}}}, {\displaystyle {\ce {R^2 OSO3H}}}, {\displaystyle {\ce {R^2 OPO3H2}}}).
El mètode d'obtenció d'èsters més emprat és per esterificació directa. Per hidròlisi els èsters regeneren l'àcid i l'alcohol, si la hidròlisi és bàsica s'obté el sabó (saponificació).
Els èsters són emprats com a solvents (acetat de metil, d'etil i de butil), i els èsters nítrics tenen importància com a explosius (nitroglicerina) i en l'obtenció de cel·luloide. Els èsters d'àcids no saturats, com els dels àcids acrílic i metacrílic, es polimeritzen i formen polièsters, un tipus de plàstic. Altres èsters entren en la composició dels perfums sintètics amb olor de plàtan (acetat d'isoamil), pinya americana (butanoat de butil) o rom (propanoat d'isobutil). Els èsters fosfòrics i tiofosfòrics han adquirit gran importància en l'ús com a insecticida fosforat.

## Història

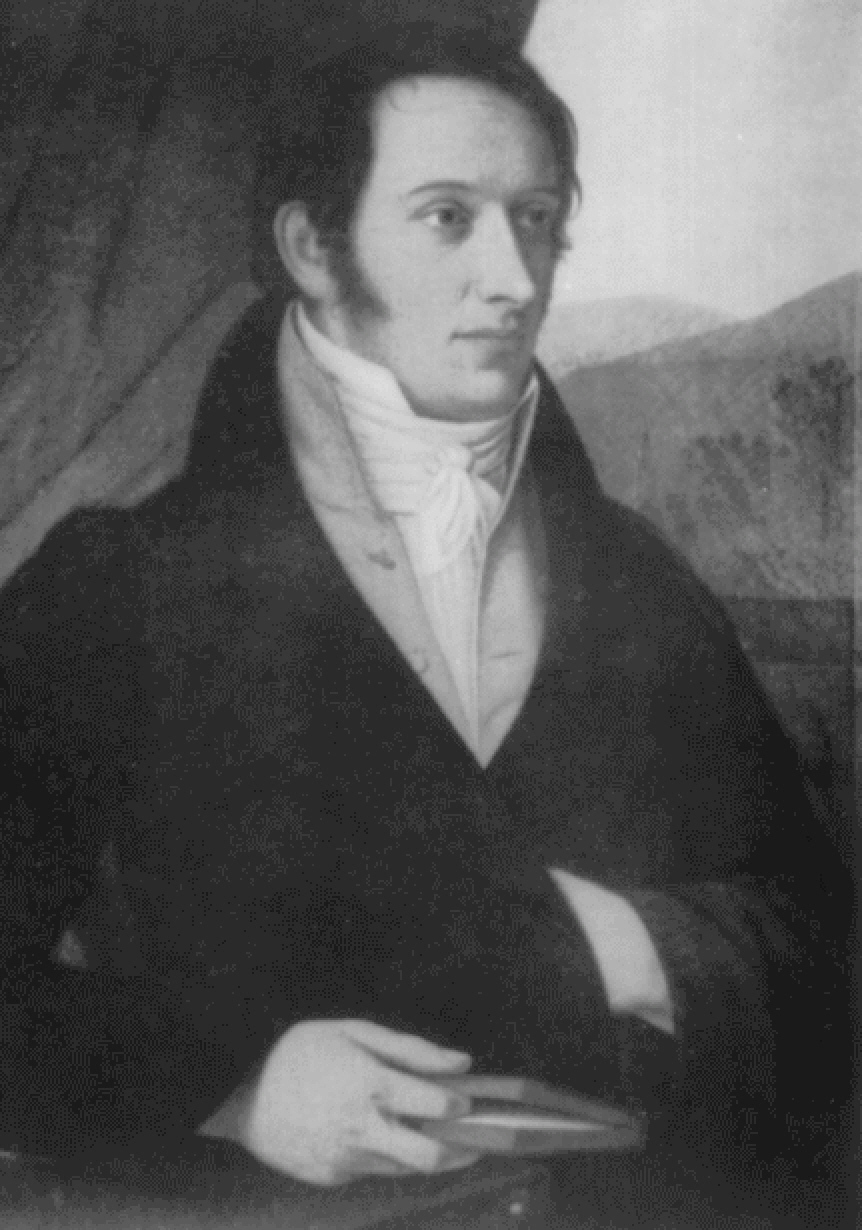
Leopold Gmelin cap el 1820.

El mot «èster» fou encunyat en alemany el 1848 pel químic alemany Leopold Gmelin (1788–1853), professor de la Universitat de Heidelberg, Baden-Württemberg. Sembla que és una contracció d'Essigäther, el nom alemany de l'èster acetat d'etil, que a la vegada prové d'Essig “vinagre” i Äther “èter”, ja que és l'èster que s'obté en fer reaccionar etanol amb àcid acètic, l'àcid del vinagre. Essig té el seu origen en el mot ezzih l'alt alemany antic, que és una metàtesi del llatí acetum “vinagre”.

## Estat natural

Cinamat d'etil, component d'una feromona sexual.

Els èsters estan molt estesos a la natura. Els derivats de monoalcohols i àcids monocarboxílics relativament curts són volàtils i olorosos, d'olors agradables; es troben en la fragància i el gust de moltes fruites, en els olis essencials, que són els constituents bàsics dels perfums, així com en begudes fermentades (vi, cervesa, sidra). Per exemple l'aroma de les taronjes conté trenta èsters diferents, juntament amb deu àcids carboxílics, trenta quatre alcohols, trenta quatre aldehids i cetones i trenta sis hidrocarburs.

Un triglicèrid format per glicerol (en negre) més àcid palmític (en blau), àcid oleic (en verd) i àcid alfa-linoleic (en vermell).

Els èsters també es troben sovint entre les substàncies que empren els insectes per comunicar-se entre ells, les feromones. Per exemple el cinamat d'etil és un component de la feromona sexual del mascle de l'arna oriental del préssec (Cydia molesta), i l'èster cíclic (Z)-5-tetradecen-4-lactona ho és de la famella de l'escarabat japonès (Popillia japonica).
Altres, pertanyents al grup de les substàncies grasses, són els triglicèrids, molt nombrosos en greixos i olis animals i vegetals, són trièsters del glicerol o glicerina, un triol, i de tres àcids grassos idèntics o diferents.

## Nomenclatura
Els èsters carboxílics presenten la fórmula general {\displaystyle {\ce {R^1-CO-OR^2}}}, que és la dels àcids carboxílics {\displaystyle {\ce {R^1-CO-OH}}} on un grup alquil o aril {\displaystyle {\ce {R^2}}} substitueix l'hidrogen funcional {\displaystyle {\ce {H}}}. S'anomenen a partir del nom de l'àcid substituint la terminació -oic per -oat, seguit de la preposició de i el nom del grup alquil o aril. Els èsters cíclics s'anomenen lactones. S'anomenen afegint el sufic «–lactona» i posant just davanun localitzador que indiqui el nombre de carbonis de l'anell. Per exemple, butano-4-lactona, nonano-5-lactona.

Etanoat de pentil o acetat de pentil
Butanoat de propil
Feniletanoat d'hexil
Nonano-5-lactona

Àcid 5-etoxicarbonilpentanoic

Els grups èster en compostos {\displaystyle {\ce {R^1-CO-OR^2}}} que siguin complexos s'anomenen:
- emprant un prefix «alcoxicarbonil–» o «ariloxicarbonil–», etc. per al grup {\displaystyle {\ce {-CO-OR^2}}} quan el radical {\displaystyle {\ce {R^1}}} conté un substituent amb preferència per a la citació com a grup principal, com ara àcid 5-etoxicarbonilpentanoic; o

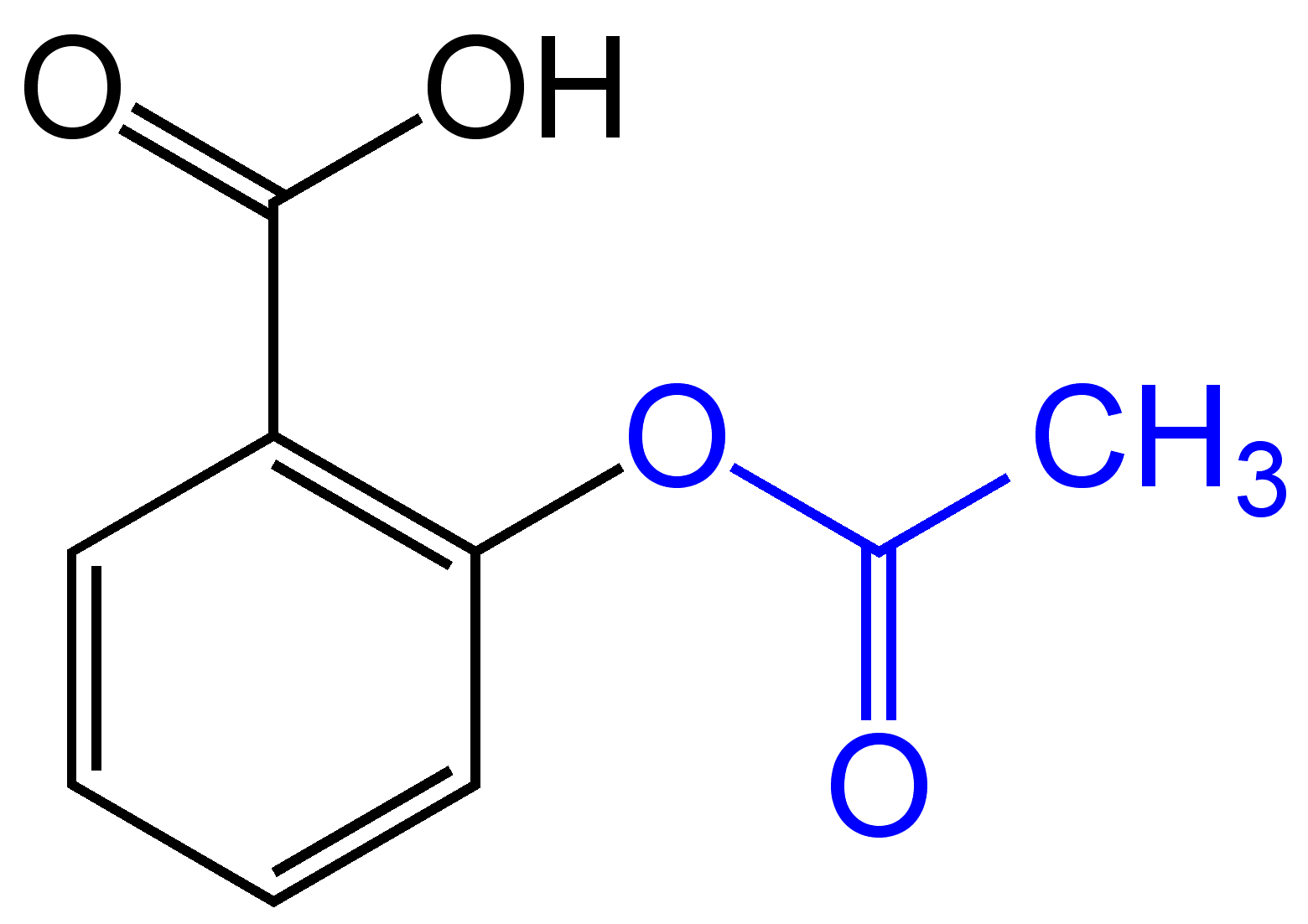
Àcid 2-acetoxibenzoic o àcid acetilsalicílic (comercialment aspirina®)

- Àcid 2-acetoxibenzoic o àcid acetilsalicílic (comercialment aspirina®) s'empra un prefix «aciloxi–» per al grup {\displaystyle {\ce {R^1-CO-O -}}} quan el radical {\displaystyle {\ce {R^2}}} conté un substituent amb preferència de citació com a grup principal.[5] Per exemple àcid acetoxiacètic, àcid 2-acetoxibenzoic (àcid acetilsalicílic i, comercialment, aspirina®).[5]

## Propietats

### Propietats físiques

Butanoat de metil té un punt d'ebullició de 102 °C i una solubilitat en aigua de 0,5 g/100 g aigua.

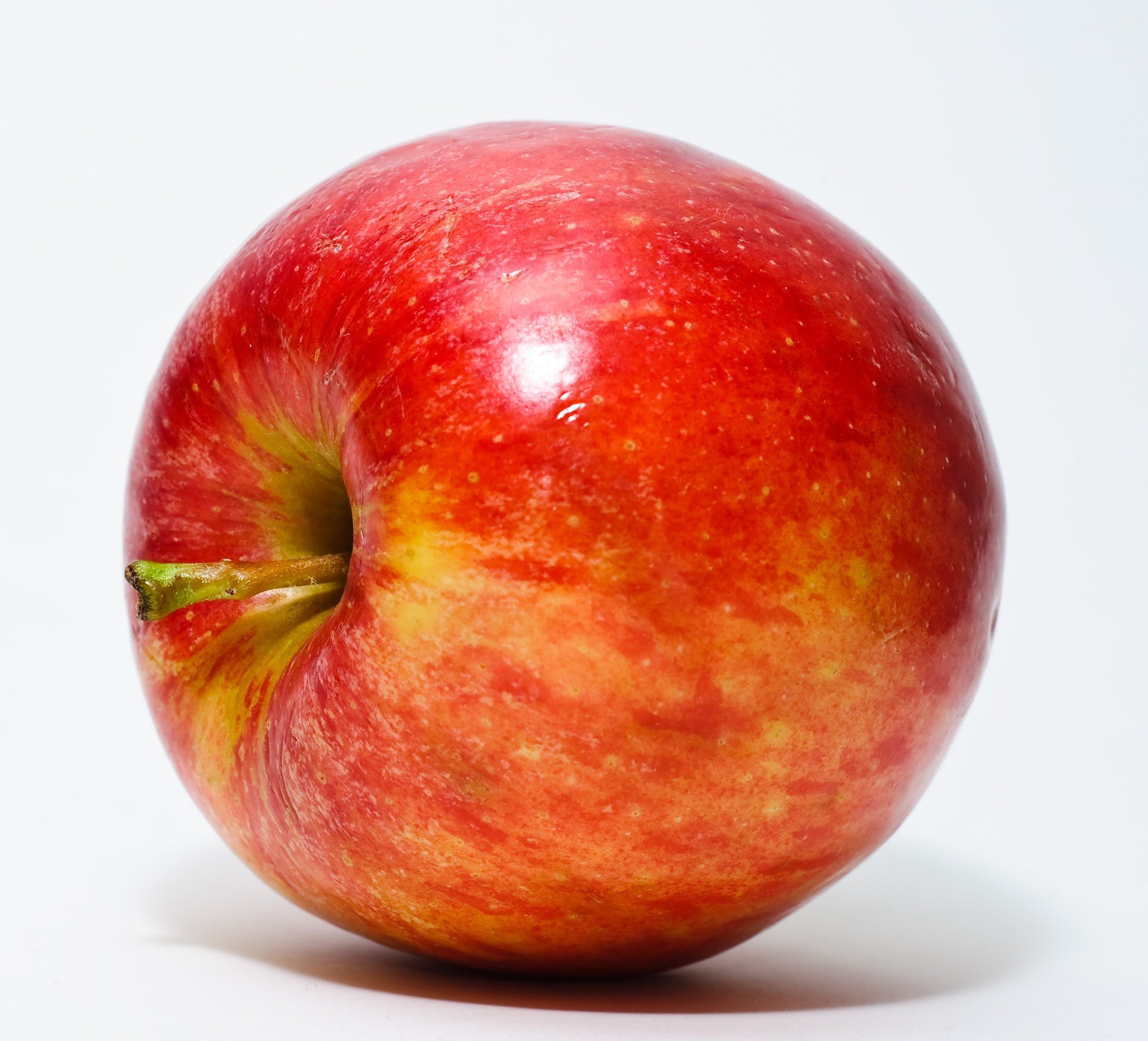
El butanoat de metil fa olor de poma.

Els èsters són molècules polars i presenten forces intermoleculars del tipus forces de van der Waals dipol-dipol o forces de Keesom, per la qual cosa els de masses moleculars baixes són líquids a temperatura ambient. L'èster de més baixa massa molecular, el metanoat de metil {\displaystyle {\ce {COOCH3}}} bull a 32 °C i la resta a temperatures més altes. En general els èsters tenen punts d'ebullició inferiors als dels àcids carboxílics i alcohols de massa molecular semblant. És el cas de l'acetat d'etil que bull a 77 °C, mentre que el pentan-1-ol bull a 138 °C i l'àcid butanoic a 164 °C, de masses molars 88 g/mol tots tres. Això és degut al fet que no tenen àtoms d'hidrogen enllaçats a àtoms d'oxigen, per la qual cosa no poden formar enllaços per pont d'hidrogen entre molècules diferents que són les interaccions intermoleculars més intenses, mentre que alcohols i àcids carboxílics sí que poden.
Per la mateixa raó els èsters són lleugerament solubles en aigua, mentre els alcohols i els àcids carboxílics són solubles. Els més solubles són els que tenen menor massa molar. Els àtoms d'oxigen dels èsters poden formar enllaços per pont d'hidrogen amb els àtoms d'hidrogen de les molècules d'aigua, però no tenen hidrògens enllaçats a oxígens que puguin formar els mateixos enllaços amb els àtoms d'oxigen de la molècula d'aigua.
Els èsters tenen olors agradables mentre que els àcids carboxílics els tenen desagradables. A la natura són els responsables del sabor (gust) i la fragància (olor) de moltes fruites. Per exemple, el metanoat d'etil fa olor de rom, l'acetat d'isobutil fa olor de plàtan, l'etanoat d'octil de taronja, el butanoat de metil fa olor de poma, el butanoat d'etil fa olor de pinya, el butanoat de pentil d'albercoc i el butanoat d'isoamil de pera. Tanmateix les fragàncies naturals de les fruites es deuen a combinacions de diferents èsters i altres composts.
La funció èster es caracteritza, en espectroscòpia d'infrarojos, per una banda intensa a la regió de 1750-1740 cm–1.

### Propietats químiques

#### Hidròlisi

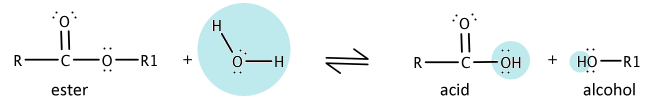
Hidròlisi d'un èster.

La hidròlisi dels èsters es pot catalitzar ja sigui amb àcids o amb bases. La hidròlisi catalitzada per àcids és un procés controlat pel equilibri, l'invers de l'esterificació de Fischer.
La hidròlisi dels èsters en presència de bases és irreversible, i és el mètode que sol escollir-se per a fins de preparació. Aquesta hidròlisi s'anomena saponificació, que vol dir «fabricació de sabó». Fa més de 2 000 anys, els fenicis feien sabó escalfant greix animal amb cendres de fusta. El greix animal és ric en trièsters de glicerol, i les cendres de fusta són una font de carbonat de potassi. La hidròlisi dels greixos en medi bàsic produeix una barreja d'àcids carboxílics de cadena llarga, en forma de les sals de potassi. Les sals de sodi i de potassi dels àcids carboxílics de cadena llarga formen micel·les que dissolen els greixos i tenen propietats netejadores. Els àcids carboxílics obtinguts per saponificació dels greixos i els olis s'anomenen àcids grassos.

#### Amonòlisi i aminòlisi

Síntesis d'una amida per reacció d'un èster amb una amina.

Els èsters reaccionen amb amoníac {\displaystyle {\ce {NH3}}} i amb amines {\displaystyle {\ce {R-NH2}}} per formar amides {\displaystyle {\ce {RCONH2}}}. Com que l'amoníac és més nucleòfil que l'aigua, la reacció es pot fer en medi aquós. L'amina ha de ser primària {\displaystyle {\ce {RNH2}}} o secundària {\displaystyle {\ce {R2NH}}}. Les amines terciàries {\displaystyle {\ce {R3N}}} no poden formar amides, perquè no tenen protó en el nitrogen que pugui ser substituït per un grup acil. Les reaccions que tenen lloc són similars a la hidròlisi i s'anomenen amonòlisi i aminòlisi. Els èsters metílics i etílics són els més reactius.

#### Reacció amb reactius de Grignard

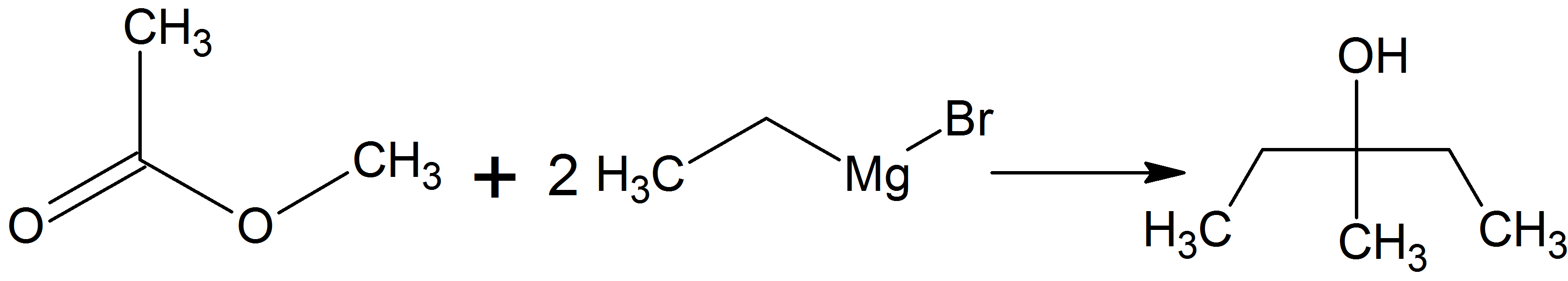

Les molècules dels èsters reaccionen amb dues molècules d'un reactiu de Grignard per formar alcohols terciaris. Dos dels grups alquil units al carboni que conté el grup hidroxil a l'alcohol terciari provenen del reactiu de Grignard i l'altre de l'èster.

#### Reducció amb hidrur de liti i alumini

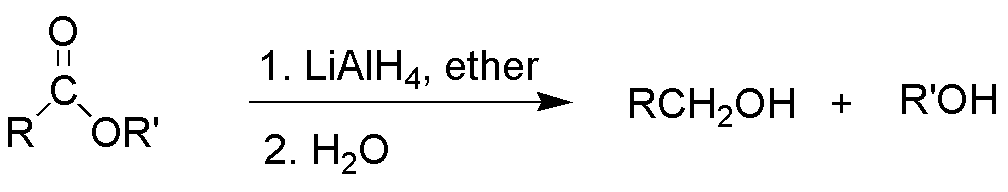
Reducció d'un èster per donar dos alcohols.

L'hidrur d'alumini i liti {\displaystyle {\ce {LiAlH4}}} és un agent reductor que trenca els èsters {\displaystyle {\ce {R^1-COO-R^2}}} per formar dos alcohols {\displaystyle {\ce {R^1 -CH2OH}}} i {\displaystyle {\ce {R^2 -OH}}}.

## Síntesi

### A partir d'àcids carboxílics o esterificació de Fischer

La catàlisi àcida activa el carbocatió de l'àcid carboxílic.

El carbocatió de l'àcid és atacat per l'oxigen nucleòfil de l'alcohol.

S'elimina aigua i es forma l'èster.

Els èsters es preparen sovint per l'acció directa de l'àcid sobre l'alcohol mitjançant l'esterificació de Fischer. Aquesta reacció fou descoberta el 1895 pels químics alemanys Emil Fischer (1852–1919) i Arthur Speier.

L'esterificació de Fischer és una reacció lenta i reversible que fou objecte d'un dels primers estudis precisos sobre equilibris químics en fase líquida. Per a les quantitats equimoleculars d'àcid i alcohol reaccionats, el medi conté, a l'equilibri, una proporció d'èster i aigua no sensible a la naturalesa de l'àcid, sinó a la de l'alcohol. El límit oscil·la entre 0,66 i 0,73 per als alcohols primaris, 0,55 i 0,65 per als alcohols secundaris i es manté per sota de 0,10 per als alcohols terciaris. La velocitat a la qual s'estableix l'equilibri varia considerablement amb la naturalesa de l'àcid i de l'alcohol. És tant més gran com l'àcid és més fort i l'alcohol està menys gravat. A temperatura ambient, una mescla equimolecular d'àcid acètic i etanol triga diversos mesos a arribar al límit d'equilibri; a 100 °C, triguen diversos dies. La catàlisi àcida accelera la reacció: l'àcid carboxílic, transformat en el seu àcid conjugat, reacciona més ràpidament amb el nucleòfil de l'alcohol. A la pràctica, l'equilibri es desplaça o bé fent reaccionar un gran excés d'alcohol (en el cas del metanol en particular), o bé eliminant l'aigua per destil·lació azeotròpica, amb benzè per exemple. El mecanisme d'activació catalítica de l'àcid carboxílic per part de l'àcid fort és el de l'esterificació d'alcohols primaris i secundaris; en el cas dels alcohols terciaris, intervé un altre mecanisme i són ells els que, protonats, pateixen heteròlisi unimolecular eliminant una molècula d'aigua. El carbocatió format, molt electròfil, ataca l'àcid carboxílic que, en aquest cas, és el nucleòfil.

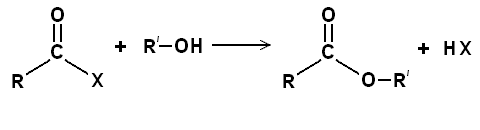
Reacció d'un clorur d'acil amb un alcohol.

### A partir de clorurs d'acil
Els alcohols reaccionen amb els clorurs d'acil per substitució nucleòfila al grup acil {\displaystyle {\ce {-RCO}}} per formar èsters. Aquestes reaccions es duen a terme, en general, a presència d'una base feble, com la piridina.

### A partir d'anhídrids d'àcid carboxílic

Reacció d'un anhídrid d'àcid amb un alcohol.

La transferència del grup acil, d'un anhídrid d'àcid a un alcohol, és un mètode comú de preparació d'èsters. La reacció està subjecta a catàlisi, ja sigui per àcids com l'àcid sulfúric {\displaystyle {\ce {H2SO4}}} o per bases com la piridina. S'obté un àcid carboxílic i un èster.

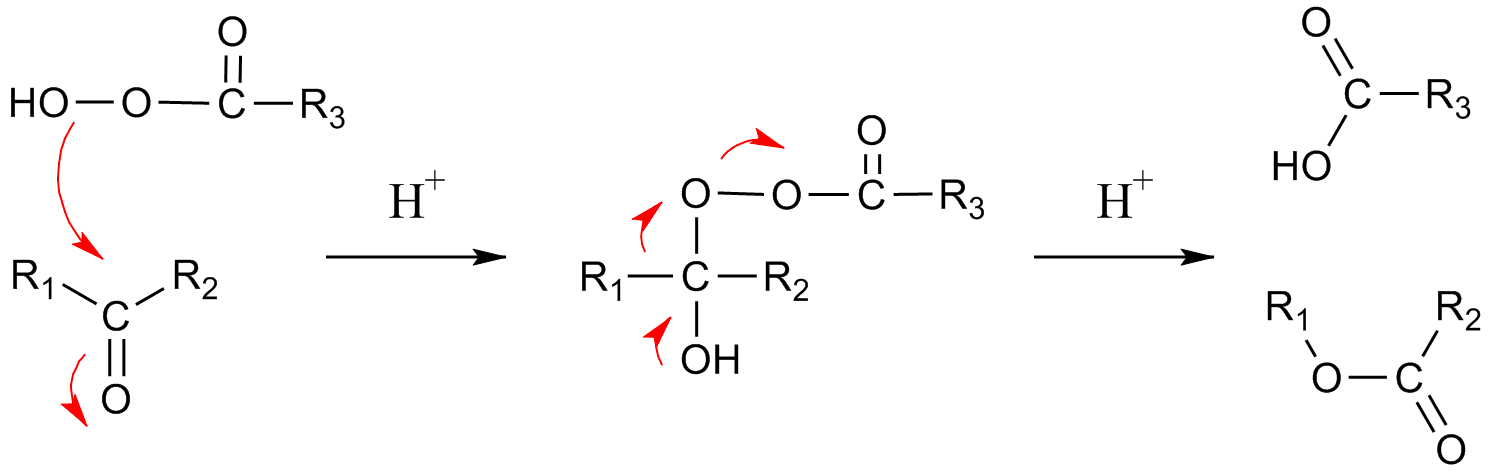
Oxidació de Baeyer-Villiger de cetones.

### Oxidació de cetones Baeyer-Villiger
Aquesta oxidació de cetones fou descoberta el 1899 pel químic alemany d'origen suís Victor Villiger (1868–1934) quan realitzava el doctorat amb el químic alemany Adolf von Baeyer (1835–1937) a la Universitat de Múnic. Les cetones {\displaystyle {\ce {R^1-CO-R^2}}} es converteixen en èsters per tractament amb peroxiàcids {\displaystyle {\ce {RCOOOH}}}. La reacció s'efectua per migració del grup {\displaystyle {\ce {R^1}}} o {\displaystyle {\ce {R^2}}} del carboni de la cetona a l'oxigen que l'ha atacat prèviament. El grup que migra és el més substituït. Les metil cetones formen èsters d'acetat.

## Aplicacions

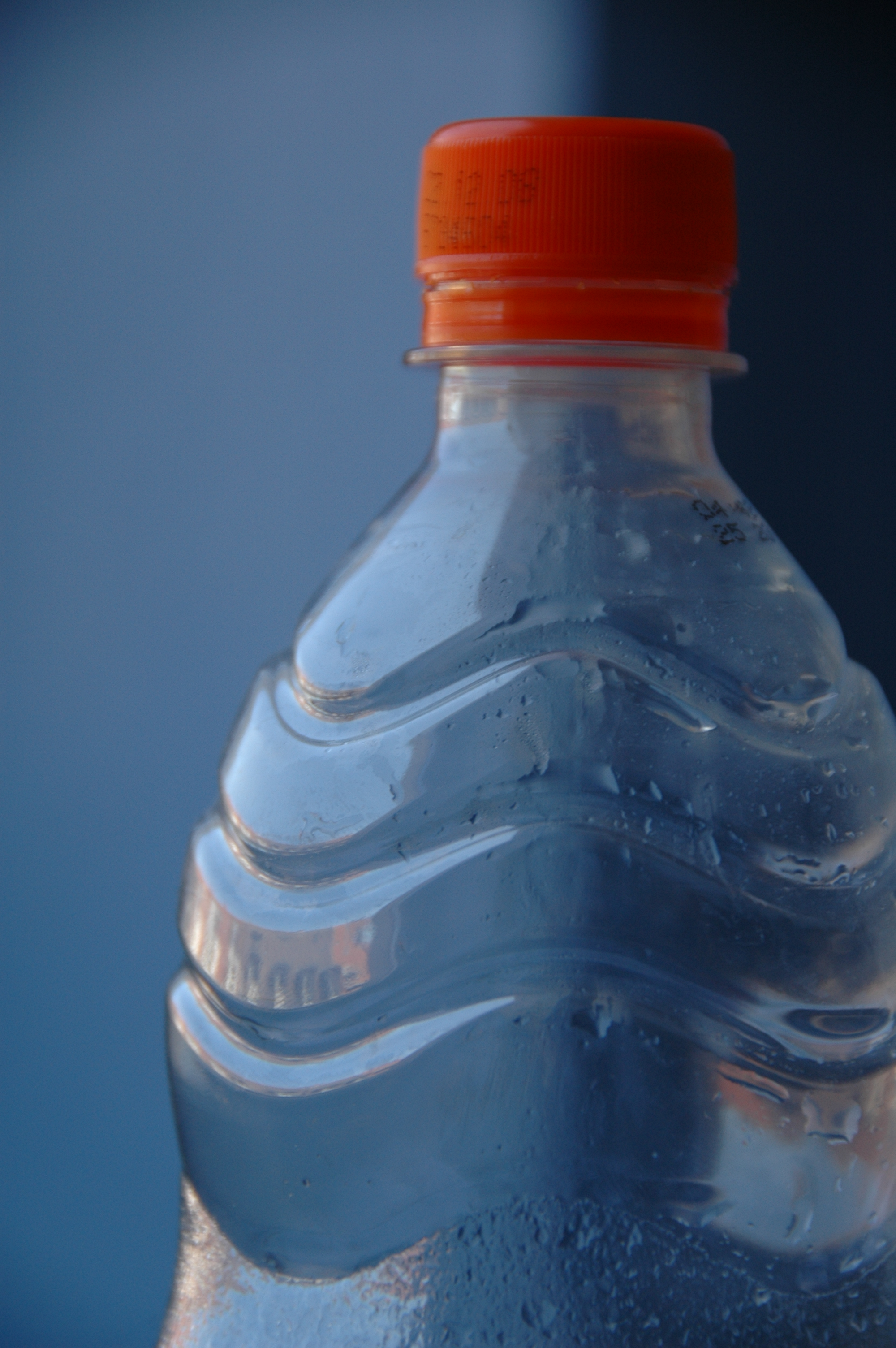
Botella fabricada amb PET, tereftalat de polietilè.

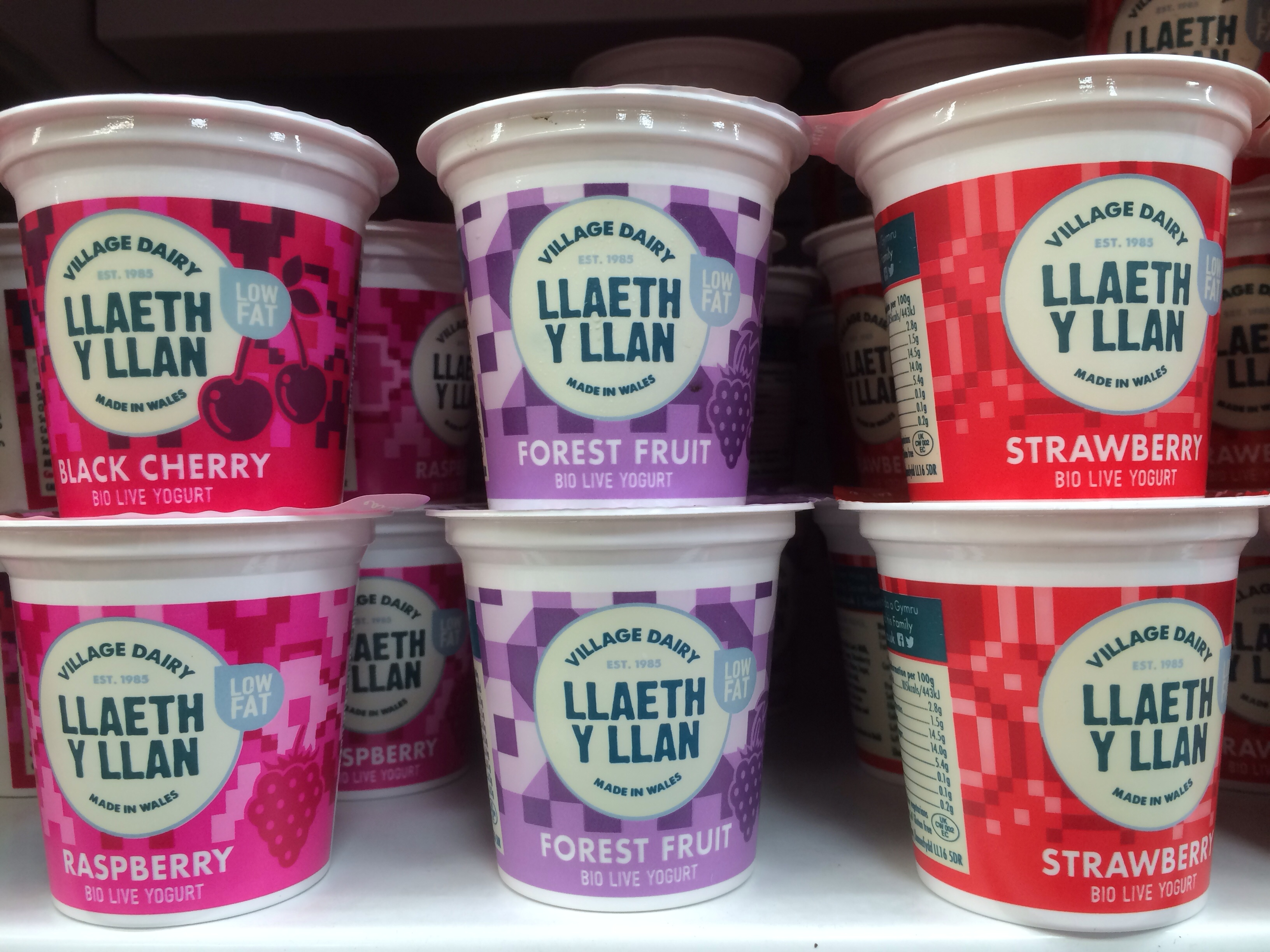
Els gusts dels iogurts de fruites s'aconsegueixen amb èsters.

### Indústria alimentària
Els triglicèrids són matèries primeres importants en la indústria de la química fina i formen una part essencial de la nutrició humana i animal.
Alguns èsters de baixa massa molar s'utilitzen en la indústria alimentària com a aromes i essències artificials. Per exemple el metanoat d'etil (rom, aiguardent d'arròs), l'acetat d'isobutil (plàtan), el butanoat de metil (poma), el butanoat d'etil (pinya), elbutanoat d'isopentil (pera), la nonano-4-lactona (coco), la decano-4-lactona (prèssec).

### Petroquímica

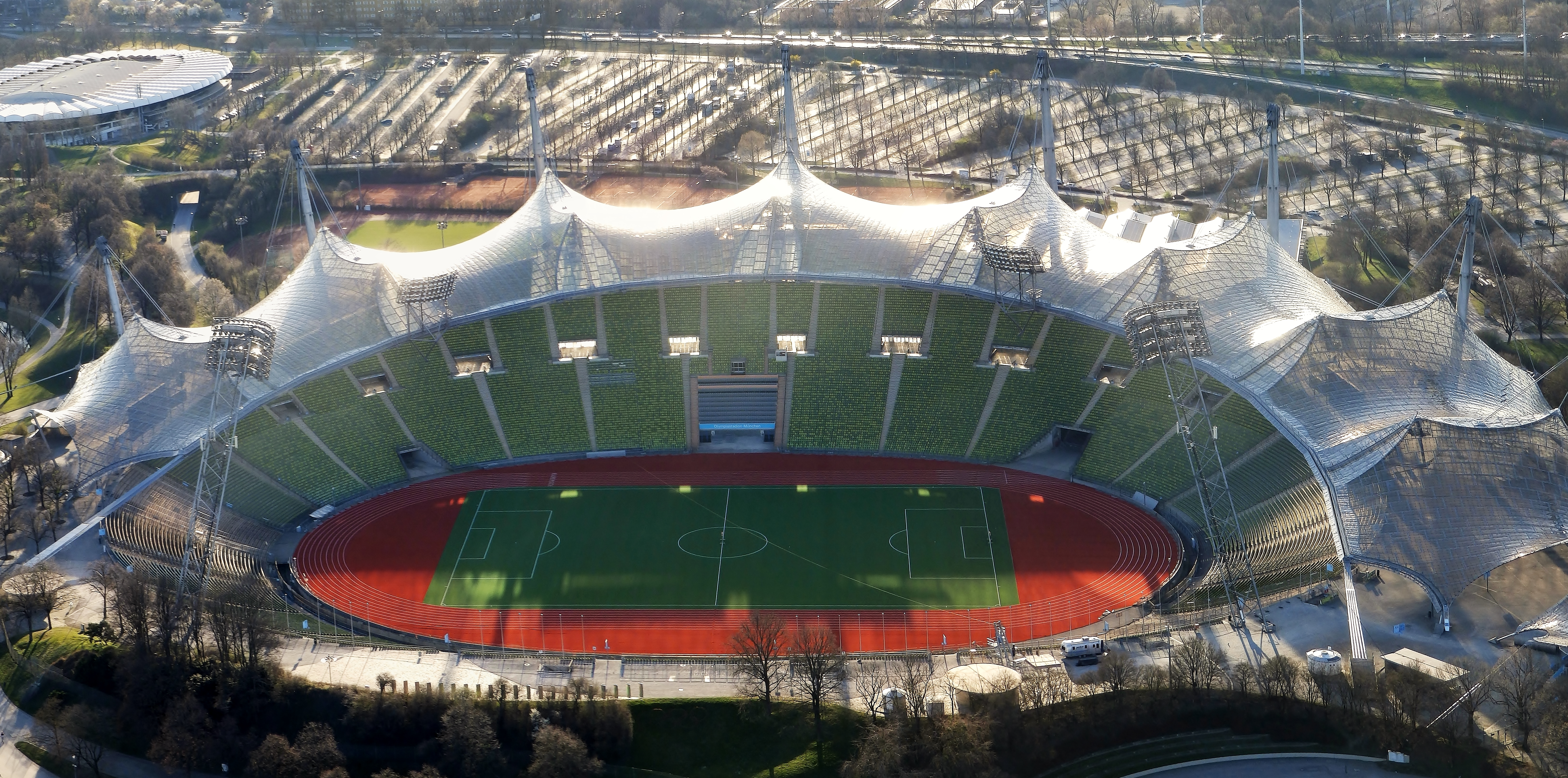
La coberta de l'estadi olímpic de Múnic estan fabricades amb polimetilmetacrilat Plexiglas®.

En petroquímica els èsters més importants són els polièsters, macromolècules obtingudes per policondensació de poliàcids amb alcohols no saturats o amb glicols o per polimerització d’èsters de l'àcid acrílic o de l'àcid metacrílic. S'empren per fabricar bucs d’embarcació, carrosseries d’automòbils, etc, generalment en dissoldre un polièster en estirè monòmer, el qual produeix un entrecreuament final de les cadenes moleculars. Els polièsters són molt emprats també d’una manera especial en les indústries de pintures i de vernissos, en la fabricació de fibres tèxtils sintètiques, en l’aprest de teixits, en l’adob de pells, en construcció com a pantalles transparents, etc. Exemples són el tereftalat de polietilè (PET) el polimetilmetacrilat, fibres tèxtils com el tereftalat de poliglicol (Tergal), pel·lícules com el triacetat de cel·lulosa o fins i tot resines alquídiques termoestables com el poliortoftalat de glicerol, productes bàsics de la indústria de la cel·lulosa.
Altres macromolècules importants són els policarbonats, èsters de l'àcid carbònic. Són resistents als productes químics, a la calor i a les radiacions ultraviolades, i són conegut per la seva duresa i transparència. Es treballen amb facilitat per injecció de moldejat i per termoforma. Per les seves propietats els policarbonats troben moltes aplicacions. S'utilitzen per exemple en indicadors lluminosos i fars d'automòbils, cascos de protecció i seguretat, col·lectors solars, lents òptiques o bases per a pel·lícules fotogràfiques.

### Indústria farmacèutica

Estructura molecular de la procaïna.

Alguns èsters tenen propietats farmacològiques i, potser el més emprat és l'àcid acetilsalicílic o AAS, conegut comercialment com aspirina®. És un fàrmac antiinflamatori no esteroidal, de la família dels salicilats, amb propietats analgèsiques, antiinflamatòries, antipirètiques i anticoagulants, que bloqueja la síntesi de les prostaglandines mitjançant la inhibició de les ciclooxigenases COX-1 i COX-2. S'empra en el tractament del dolor i la febre associats a causes diverses. S'administra a dosis baixes i perllongades com a antiagregant plaquetari en la prevenció d'accidents tromboembòlics en persones que han tingut un infart de miocardi, i també en la prevenció de certs tipus de càncer, com el d'estómac i el colorectal.

Estructura molecular de la nitroglicerina.

La procaïna, coneguda comercialment com novocaïna, és un altre èster emprat com anestèsic local emprat àmpliament en infiltracions i anestèsia truncular. La procaïna també ha estat emprada en geriatria, a causa de la seva suposada acció rejovenidora, i en gastroenterologia, per via oral, per una possible acció dilatadora de l'esfínter d'Oddi. És menys tòxica que la cocaïna i no té la seva acció vasoconstrictora.
Un èster de l'àcid nítric, la nitroglicerina, a més d'un potent explosiu, és un fàrmac vasodilatador i antihipertensiu d'acció ràpida que provoca la relaxació de la musculatura llisa dels vasos sanguinis i la disminució del cabal cardíac mitjançant l'alliberació d'òxid nítric. S'empra en monoteràpia o en combinació amb altres antianginosos en el tractament i la prevenció de l'angina de pit, així com en el control ràpid de la hipertensió i el manteniment de la hipotensió en cirurgia cardiovascular. També es fa servir en el tractament de la insuficiència cardíaca congestiva en pacients amb infart de miocardi.

### Altres
L'interès purament químic dels èsters no és menys important: dotats d'una reactivitat moderada que permet utilitzar alguns d'aquests com a dissolvents de reacció o d'extracció, permeten tanmateix reaccions generalment suaus, moltes síntesis.